# Giovanni Battista Durini, I conte di Monza
Giovanni Battista Durini, I conte di Monza (Milano, 1612 – Milano, 1677), è stato un nobile e banchiere italiano, primo titolare della Contea di Monza per concessione imperiale.

## Biografia

### Giovinezza
Giovanni Battista Durini nacque a Milano nel 1612, figlio di Gian Giacomo Durini (1573-1639), mercante di seta originario di Como divenuto patrizio milanese, e di Angela Civati. La famiglia, stabilitasi a Milano tra la fine del XVI secolo e l'inizio del XVII secolo, si affermò nel settore del commercio e della finanza.
Giovanni Battista proseguì l'attività paterna come commerciante in seta e banchiere, accumulando un ingente patrimonio e consolidando la posizione della famiglia nel panorama economico milanese.
Nel 1647 sposò Bianca D'Adda, appartenente a un'altra famiglia patrizia lombarda. L'anno seguente, nel 1648, commissionò la costruzione della residenza milanese di famiglia, il Palazzo Durini, progettato dall'architetto Francesco Maria Richini (1584-1658), autore di numerose opere civili e religiose nel Ducato di Milano.

### Acquisto della contea di Monza
Nel 1648 Giovanni Battista Durini acquistò i diritti feudali sulla Contea di Monza da Gerolamo de Leyva, ultimo titolare del feudo appartenente alla famiglia de Leyva, la quale aveva detenuto il titolo comitale sin dal 1531. L'investitura ufficiale fu concessa dall'imperatore Ferdinando III d'Asburgo, che riconobbe a Durini il titolo di Conte del Sacro Romano Impero e la trasmissione ereditaria del feudo per linea maschile legittima.
Il passaggio del titolo avvenne con il consenso delle autorità spagnole, che all'epoca esercitavano il governo del Ducato di Milano nell’ambito della monarchia asburgica.

### Attività e morte
Nel corso del suo mandato comitale, Giovanni Battista Durini consolidò la posizione della famiglia nella nobiltà territoriale lombarda e nel corpo patrizio milanese. Alla sua morte, avvenuta a Milano nel 1677, il titolo di Conte di Monza passò al figlio Gian Giacomo I Durini (1648-1707).